# Вилуцкис, Беньяминас
Беньяминас Вилуцкис (лит. Benjaminas Viluckis; 20 марта 1961, Клайпеда — 19 сентября 2017, Клайпеда) — советский и литовский легкоатлет, специалист по метанию молота. Выступал за сборные СССР и Литвы по лёгкой атлетике в 1980-х и 1990-х годах, обладатель бронзовой медали Игр доброй воли, чемпион СССР, победитель первенств всесоюзного и республиканского значения, действующий рекордсмен Литвы, участник летних Олимпийских игр в Барселоне. Представлял Клайпеду и спортивное общество «Жальгирис». Мастер спорта СССР международного класса.

## Биография
Беньяминас Вилуцкис родился 20 марта 1961 года в Клайпеде, Литовская ССР.
Будучи членом добровольного спортивного общества «Жальгирис», успешно выступал на всесоюзных и республиканских первенствах, неоднократно обновлял рекорд Литвы в метании молота. В 1980 году выполнил норматив мастера спорта СССР, в 1984 году удостоен звания мастера спорта международного класса. Окончил клайпедский филиал Каунасского политехнического института по специальности инженера-механика (1984).
В 1986 году вошёл в состав советской сборной и принял участие в Играх доброй воли в Москве, где с результатом 80,04 завоевал бронзовую награду. Также в этом сезоне одержал победу на чемпионате СССР в Киеве, а на домашнем турнире в Клайпеде установил ныне действующий рекорд Литвы в метании молота — 82,24 метра (четвёртый результат мирового сезона).
В 1987 году среди прочего стал четвёртым на Мемориале братьев Знаменских в Москве и вторым на чемпионате СССР в Брянске.
В 1988 году выиграл серебряную медаль на зимнем чемпионате СССР по длинным метаниям в Адлере, занял шестое место на Мемориале Знаменских в Ленинграде и пятое место на летнем чемпионате СССР в Таллине.
На чемпионате СССР 1989 года в Горьком показал восьмой результат.
После распада Советского Союза Вилуцкис ещё в течение некоторого времени оставался действующим спортсменом и продолжал принимать участие в различных легкоатлетических турнирах в составе литовской национальной сборной. Так, в 1992 году он удостоился права представлять Литву на летних Олимпийских играх в Барселоне — на предварительном квалификационном этапе метнул молот на 70,54 метра, чего оказалось недостаточно для выхода в финал.
Завершил спортивную карьеру по окончании сезона 1993 года.
Впоследствии работал в компании по продаже цветов в Клайпеде. Возглавлял Клайпедскую федерацию лёгкой атлетики.
Умер 19 сентября 2017 года в Клайпеде в возрасте 56 лет.